# Fritz Ihlenburg
Fritz Ihlenburg (* 21. Mai 1896) war ein deutscher Lehrer und nationalsozialistischer Funktionär, der ab 1937 das Reichspropagandaamt im Gau Magdeburg-Anhalt in der Stadt Dessau leitete.
Er war als Gewerbeoberlehrer und Direktor des Gut Lüben tätig. 1923 wurde er mit der Dissertation Das Problem der wirtschaftlichen Bildung promoviert. Zum 4. September 1926 trat er der NSDAP bei (Mitgliedsnummer 43.705). Als 1937 in Dessau das Reichspropagandaamt aus der Landesstelle Magdeburg-Anhalt des Reichspropagandaministeriums gebildet wurde, übernahm er dessen Leitung, die zuvor in Personalunion als Landeskulturwalter Alfred Mitsching in Dessau wahrgenommen hatte. Nach dem Zweiten Weltkrieg zog er als Lehrer nach Frankfurt am Main.

## Werke (Auswahl)
- Das Problem der wirtschaftlichen Bildung. Halle a. S. 1923.
- Die deutsche Siedlung als Ausdruck eines nationalsozialistischen Gesellschaftsideals, Halle (Saale) 1933.
- (Hrsg.): Volk und Kultur im Gau Magdeburg-Anhalt, 1937